# Pat Buchanan

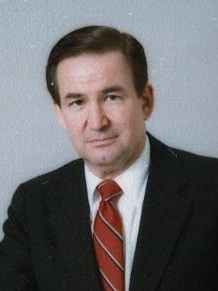
Pat Buchanan, 1985.

Patrick Joseph "Pat" Buchanan, född 2 november 1938 i Washington, D.C., är en amerikansk paleokonservativ författare, politisk kommentator och politiker.

## Bakgrund
Pat Buchanan växte upp i en katolsk familj. 1961 tog han examen i engelska och filosofi vid Georgetown University. Året därpå hittade han journalistiken som sitt kall i livet och tog examen i ämnet vid Columbia University. Han blev därefter ledarskribent för tidningen S:t Louis Globe-Democrat. 
När Richard Nixon bestämde sig för att återvända till politiken 1965 var Pat Buchanan bland de första han anställde i sin kampanjstab. Buchanan följde Richard Nixon in i Vita huset och arbetade för Nixon fram tills denne avgick.
Pat Buchanan återvände 1974 till journalistiken och deltog allt oftare som politisk kommentator i radio och TV, vilket gjorde honom känd för den bredare allmänheten. 1985 återvände Buchanan till Vita huset som Ronald Reagans kommunikationschef, men lämnade den posten 1987. Orsaken påstås ha varit att en alltför konservativ retorik. Istället blev han moderator på CNNs Crossfire.
Buchanan utmanade 1992 den sittande presidenten George H.W. Bush om republikanernas nominering till president och var nära att vinna New Hampshires primärval. Han ställde sig slutligen bakom George H.W. Bush. Vid det republikanska konventet 1992 gav han ett tal som gått till historien som "the culture war speech". Året därpå bildade Pat Buchanan The American Cause som en plattform för sin politiska verksamhet. Han gjorde 1996 sitt andra försök att bli republikansk presidentkandidat, och vann denna gång primärvalet i New Hampshire. Han klarade dock inte av att hålla kvar sitt momentum och förlorade i slutändan mot förhandsfavoriten Bob Dole. Buchanan flörtade 2000 åter med republikanernas presidentnominering, men valde istället att hoppa över till Reform Party vars primärval han vann. Själva presidentvalet blev dock ingen succé för Pat Buchanan, som slutade på fjärde plats med omkring 0,4 % av rösterna.
Pat Buchanan återvände så småningom till journalistiken och som kommentator i radio och TV. Han har bland annat kritiserat vad han ser som George W. Bushs neokonservativa agenda ur ett paleokonservativt perspektiv.